# Hałcnów
Hałcnów (niem. Alzen, hałcn. Alza, wilam. Ałca) – dzielnica zwyczajowa Bielska-Białej położona w północno-wschodniej części miasta, dawna wieś założona na początku XV wieku i przyłączona w 1977. Przeważa tu rozproszona zabudowa jednorodzinna, współcześnie ruch budowlany jest napędzany przez procesy suburbanizacyjne. Do 1945 Hałcnów stanowił część bielsko-bialskiej niemieckiej wyspy językowej, na bazie tutejszej gwary powstał mikrojęzyk literacki – etnolekt hałcnowski, obecnie już najprawdopodobniej wymarły. Do osiedla (jednostki pomocniczej gminy) Hałcnów należy dawna wieś w historycznych granicach, a także osada Krzemionki i cała Kępa Hałcnowska.

## Położenie
Granice obrębu ewidencyjnego Hałcnów, które są tożsame z granicami dawnej wsi, wyznaczają:
- na północy: granica administracyjna miasta z Janowicami, przy czym początek ulicy Taterniczej tworzy enklawę (obręb Hałcnów 2) oddzieloną od reszty pasem lasu przynależnym do obrębu Pisarzowice
- na wschodzie: granica administracyjna miasta z Pisarzowicami i Kozami
- na południu: przedłużenie ulicy Krzemionki i linia biegnąca przez niezabudowane tereny około 300–500 m na północ od ulicy Witosa do wysokości węzła drogowego Suchy Potok, następnie po zachodniej stronie drogi ekspresowej S1 pokrywając się częściowo z ulicą Księży Las i Ametystową, następnie ulicą Orchidei i Czerwoną – granica z Lipnikiem
- na zachodzie: nieregularna linia biegnąca po wschodniej stronie ulicy Baczyńskiego do wysokości węzła drogowego Rosta, następnie linia prosta po południowej stronie drogi ekspresowej S1, ulica Architektów, Barkowska i linia biegnąca przez tereny leśne około 200–300 m na zachód od ulic Grenady, 13 Zakrętów i Macierzanki – granica z Komorowicami.

Osiedle Hałcnów jako jednostka pomocnicza gminy zgodnie z samorządowym podziałem administracyjnym wprowadzonym w 2002 ma następujące granice:
- na północy i wschodzie: granica administracyjna miasta z Janowicami, Pisarzowicami i Kozami
- na południu: linia kolejowa nr 117
- na zachodzie: ulica Wyzwolenia i Niepodległości do węzła drogowego Rosta, a dalej linia tożsama z granicą obrębu (patrz powyżej)

Podstawową różnicą między oboma podziałami jest przynależność do osiedla samorządowego Hałcnów historycznie lipnickiej osady Krzemionki (wzdłuż ulicy Witosa) oraz całej Kępy Hałcnowskiej (zabudowań na wzgórzu w rejonie ulicy Orchidei wraz z niewielkim osiedlem bloków z wielkiej płyty).
Na mapach pojawiają się następujące nazwy hałcnowskich przysiółków: Zagrody (wzdłuż ulicy o tej samej nazwie), Granica Pisarska (północno-wschodnia część dzielnicy przy granicy z Pisarzowicami), Suchy Potok (na południowy wschód od centrum dzielnicy), Granice (na południowy zachód od centrum, w kierunku Obszarów), Bark i Bark Drugi (pogranicze z Komorowicami), na niektórych również Wisielówka (między Suchym Potokiem a Krzemionkami).
Mimo postępującej suburbanizacji Hałcnów częściowo zachował wiejski, rolniczy charakter. Przy ulicy Zagrody, będącej osią jednego z tradycyjnych przysiółków, znajduje się rozległy kompleks Rolniczej Spółdzielni Produkcyjnej „Zgoda”. Wyraźnie zarysowane centrum dzielnicy z bardziej zagęszczoną zabudową skupia się wokół kościoła Nawiedzenia NMP i skrzyżowania ulic Wyzwolenia/Janowickiej/Hałcnowskiej. Przez Hałcnów przepływa potok Słonica, wzdłuż którego ciągną się cenne ekologicznie Stawy Hałcnowskie. Inne wartościowe przyrodniczo tereny to Las Gryndy w rejonie ulicy Hałcnowskiej na zachód od centrum dzielnicy, a także tereny leśne ciągnące się wzdłuż granicy z Komorowicami, gdzie rozważano stworzenie zespołu przyrodniczo-krajobrazowego „Bark”. Na terenie Hałcnowa bierze swoje źródła potok Kromparek, a jeśli brać pod uwagę granice osiedla samorządowego, to hałcnowską rzeką jest również rzeka Krzywa.

## Historia

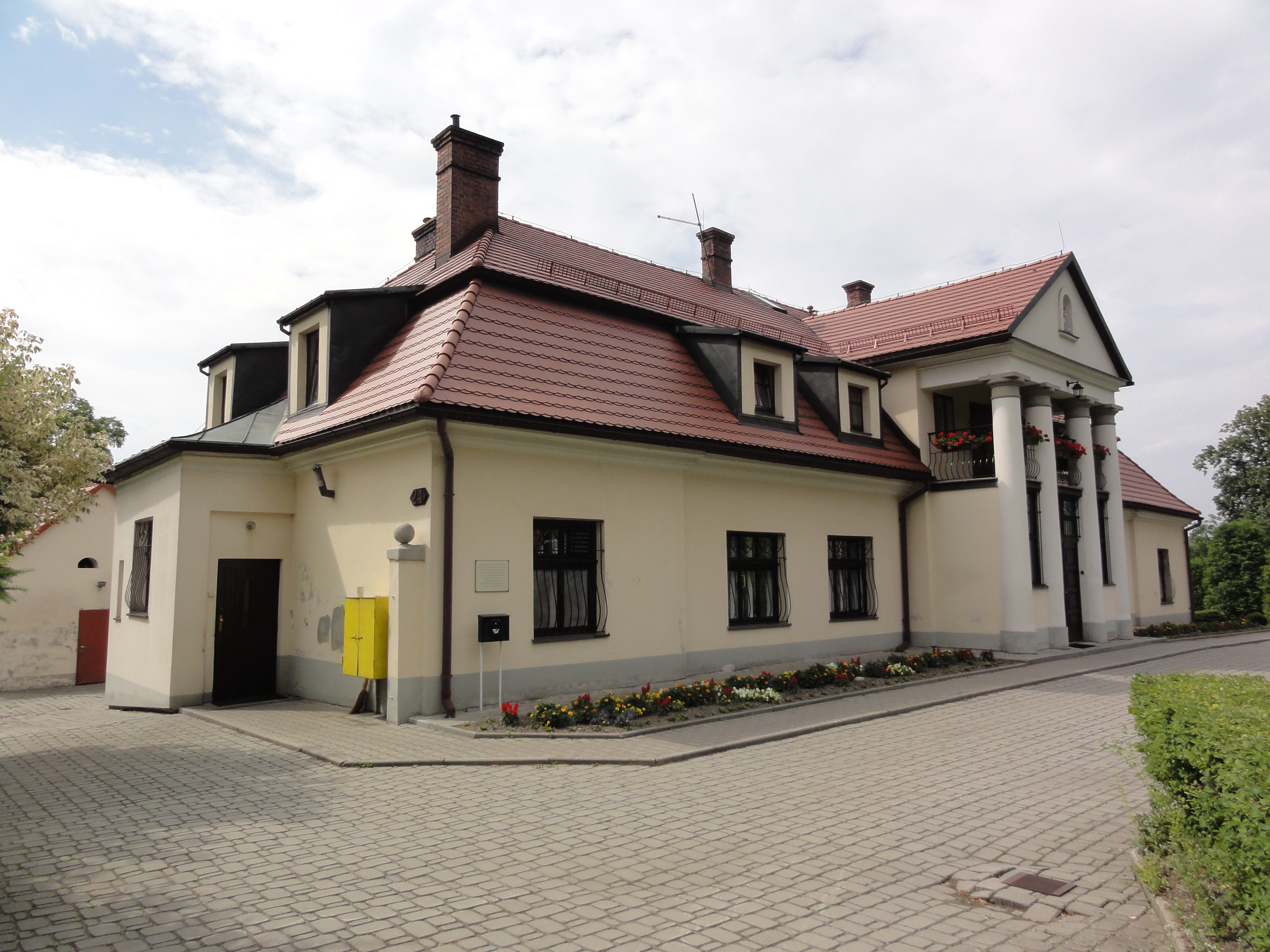
Dwór Pruszyńskich / klasztor serafitek (widok współczesny)

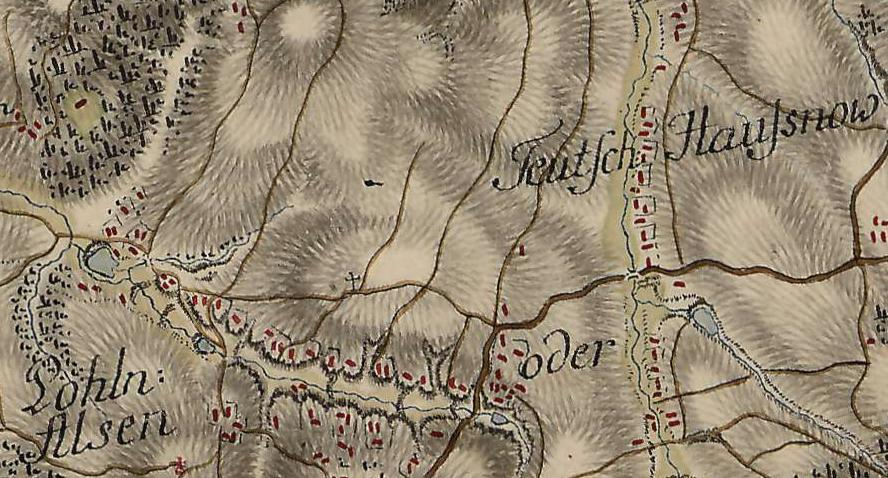
Hałcnów (Alsen oder Hautsnow) na mapie z II połowy XVIII wieku

Pierwsza pisemna wzmianka o Hałcnowie pochodzi z 1404, miejscowość została lokowana w późniejszej fali osadniczej niż Bielsko i większość okolicznych wsi. Politycznie była częścią księstwa oświęcimskiego, które w 1457 zostało sprzedane Kazimierzowi Jagiellończykowi i weszło w skład Korony Polskiej. Po I rozbiorze Polski (1772) stało się częścią austriackiej Galicji. Etnicznie natomiast Hałcnów miał charakter niemiecki, był częścią bielsko-bialskiej wyspy językowej. Była to wieś szlachecka należąca do schyłku XVII wieku do Hałcnowskich herbu Nowina, potem Żydowskich herbu Doliwa, a od połowy XVIII wieku Pruszyńskich herbu Rawicz, z którymi wiążą się początki istniejącego do dziś klasycystycznego dworu. W XIX wieku dobra hałcnowskie zakupili Czeczowie z Kóz. W 1891 sprzedali oni dwór zakonowi sióstr serafitek.

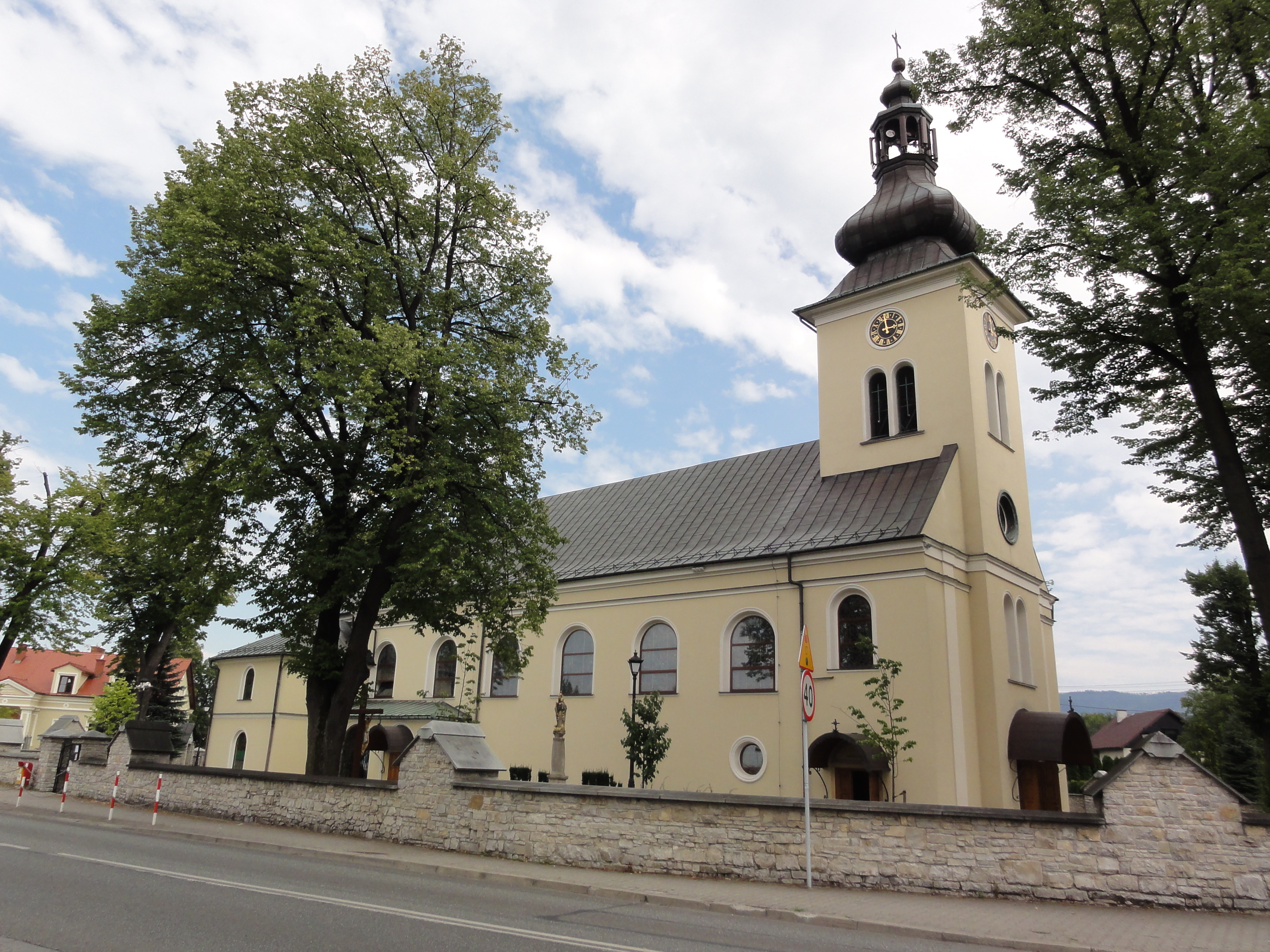
Kościół Nawiedzenia NMP (widok współczesny)

W okresie reformacji Hałcnów stał się ważnym ośrodkiem kalwinizmu i nawet po przymusowym zamknięciu zboru kalwińskiego w 1658 miejscowi wierni uczęszczali jeszcze przez kilkadziesiąt lat na potajemne nabożeństwa w lesie znanym dziś jako Księży Las. Nazwa to pochodzi z czasów późniejszych, w 1781 został on podarowany przez Pruszyńskich jako uposażenie mającej wkrótce powstać parafii katolickiej. Hałcnów nie posiadał początkowo własnego kościoła, podlegał pod parafię w Komorowicach. Świątynię wzniesiono w latach 1777–1784 jako odpowiedź na kult figury maryjnej zawieszonej na dębie nieopodal dworu, o którym to kulcie pierwsze wzmianki pochodzą z 1764. Do popularyzacji Hałcnowa jako lokalnego miejsca pielgrzymkowego przyczyniły się odpusty organizowane od 1844 co roku w dniu 2 lipca.
Według austriackiego spisu ludności z 1900 w 288 budynkach w Hałcnowie na obszarze 1011 hektarów (gemeinde i gutsgebiet) mieszkało 2669 osób (gęstość zaludnienia 264 os./km²), z czego 2652 (99,4%) było katolikami, 11 (0,4%) wyznawcami judaizmu, a 6 osób innej religii lub wyznania, 1896 (74,4%) było niemiecko-, a 678 (25,4%) polskojęzycznymi. Mniejszość polska miała charakter napływowy. W życiu politycznym zaznaczały się od drugiej połowy XIX wieku spory narodowościowe, których przejawem były np. polskie protesty przeciwko używaniu wyłącznie niemieckiej nazwy miejscowości przez lokalne władze czy z drugiej strony petycje środowisk niemieckich w sprawie przyłączania Hałcnowa wraz z Białą, Lipnikiem i Wilamowicami do Śląska Austriackiego zamiast do zdominowanej przez Polaków Galicji. Postulat połączenia niemieckich gmin na prawym brzegu Białej ze Śląskiem powracał jeszcze nawet po I wojnie światowej. Według pierwszego polskiego spisu powszechnego z 1921 językiem niemieckim posługiwało się 67% mieszkańców Hałcnowa, policyjny spis ludności przeprowadzony w grudniu 1939 wykazał z kolei na 3801 mieszkańców 2265 (59,5%) Niemców, 1535 (40,4%) Polaków i dwóch (0,1%) Ślązaków. 

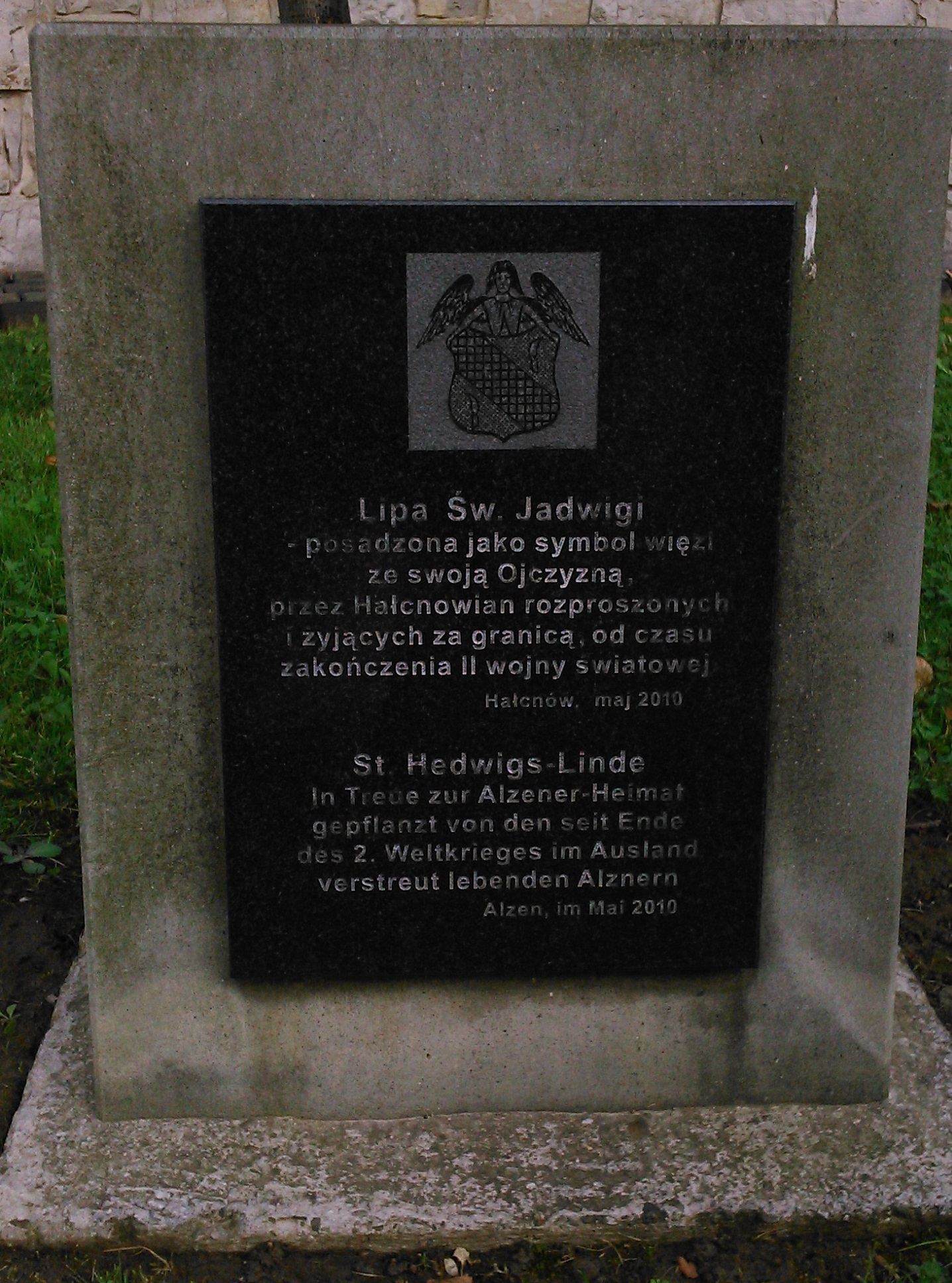
Tablica przy zasadzonej w 2010 lipie św. Jadwigi upamiętniającej wypędzonych hałcnowian

Na przełomie stycznia i lutego 1945 przez Hałcnów przeszedł front, w odróżnieniu od samego Bielska i Białej miejscowość poważnie ucierpiała w trakcie walk. Szacuje się, że nawet 80% zabudowy zostało zniszczone lub uszkodzone. Po wkroczeniu Armii Czerwonej dochodziło do licznych aktów terroru wobec miejscowej ludności niemieckiej. Od stycznia 1945 do początku roku 1947 zginęła ponad setka hałcnowian – 11 wskutek pobić i rozstrzelań na miejscu, 42 w obozie w Oświęcimiu, który był nadal wykorzystywany przez NKWD, 28 na terenie ZSRR, gdzie zostali wywiezieni na roboty przymusowe, pozostali w innych obozach pracy na terenie Polski, m.in. w Mysłowicach, Jaworznie i Wadowicach. Na skutek wysiedleń w pierwszych latach powojennych, późniejszej emigracji oraz asymilacji tej części mieszkańców, którzy zdecydowali się pozostać, struktura etniczna Hałcnowa uległa całkowitej zmianie.
Jednocześnie pamięć o niemieckiej przeszłości miejscowości była kultywowana w środowiskach Wypędzonych. Szczególną rolę odegrał przy tym Karl Olma (1914–2001, pseudonim Michael Zöllner), który tworzył poezję w tradycyjnym dialekcie hałcnowskim, czyniąc z niego mikrojęzyk literacki, a także wydał w 1960 powieść Pflüger im Nebel (Oracz we mgle) przedstawiającą niemiecko-hałcnowskie spojrzenie na wydarzenia przed, w trakcie i po II wojnie światowej. W 1958 frankońskie miasto Alzenau objęło patronat (Patenschaft) nad hałcnowianami, przyczyniając się do popularyzacji legendy, że pierwsi osadnicy przybyli właśnie stamtąd i takie jest pochodzenie nazwy Hałcnów/Alzen/Alza. Mowa hałcnowska była na początku XXI wieku przedmiotem badań prowadzonych przez Marka Dolatowskiego. W 2013 żyło na terenie Bielska-Białej jeszcze osiem osób znających ten język, wszystkie w wieku między 75 a 90 lat.

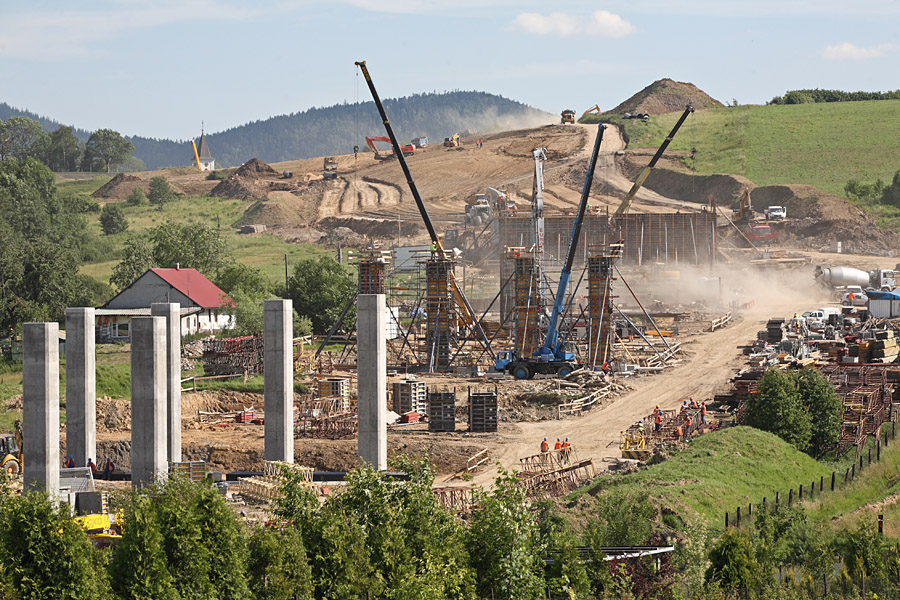
Budowa obwodnicy między Hałcnowem a Lipnikiem (2009)

Podczas reformy administracyjnej w 1934 Hałcnów włączono w skład gminy Biała-wieś. W 1954 stał się samodzielną gromadą, następnie od 1973 gminą. Do Bielska-Białej został przyłączony z dniem 1 stycznia 1977. Od tego czasu rozwija się jako przedmieście z przewagą zabudowy jednorodzinnej. Jedynie na Kępie Hałcnowskiej w rejonie ulicy Orchidei wybudowano w latach 80. XX wieku niewielkie osiedle mieszkaniowe złożone z pięciu bloków z wielkiej płyty, pierwotnie były to hotele pracownicze dla zatrudnionych w Bielskim Przedsiębiorstwie Budownictwa Przemysłowego. Znacznym przekształceniom uległ krajobraz Hałcnowa w związku z budową północno-wschodniej obwodnicy Bielska-Białej (część drogi ekspresowej S1) w latach 2008–2011, którą poprzedzały protesty społeczne. Planowana na lata 20. XXI wieku budowa odcinka S1 Bielsko-Biała–Mysłowice oraz tzw. Beskidzkiej Drogi Integracyjnej w kierunku Krakowa będzie wiązać się z dalszymi przekształceniami, w tym likwidacją większości (już poważnie okrojonego) Księżego Lasu, na terenie którego powstanie węzeł drogowy Suchy Potok.
Na terenie utworzonej w 2002 jednostki pomocniczej gminy Hałcnów, która obejmuje całą dawną wieś poszerzoną dodatkowo o Krzemionki i fragmenty Kępy Hałcnowskiej należące niegdyś do Lipnika, zamieszkiwało w 2017 zamieszkiwało 8549 osób, przy powierzchni 1350,91 ha gęstość zaludnienia wynosiła 632,8 os./km².